# One Shot Cinema
Le migliori canzoni dei film riunite in questo album della collana One Shot dalla Universal Music.

## One Shot Cinema
1. Harold Faltermeyer – Axel F (da Beverly Hills Cop) – 3:00
2. Survivor – Eye of the Tiger (da Rocky II) – 3:59
3. Irene Cara – Fame (da Saranno Famosi) – 3:44
4. Frank Stallone – Far from Over (da Staying Alive) – 3:54
5. Huey Lewis & The News – The Power of Love (da Ritorno al futuro) – 3:54
6. Simple Minds – Don't You (Forget About Me) (da Breakfast Club) – 4:20
7. Ray Parker Jr. – Ghostbusters (da Ghostbusters) – 4:03
8. The Beach Boys – Kokomo (da Cocktail) – 3:35
9. Ben E. King – Stand by Me (da Stand by Me - Ricordo di un'estate) – 2:54
10. Aretha Franklin – Think (da The Blues Brothers) – 2:16
11. Joe Cocker e Jennifer Warnes – Up Where We Belong (da Ufficiale e gentiluomo) – 3:51
12. Blondie – Call me (da American Gigolò) – 3:26
13. Irene Cara – Flashdance... What a Feeling (da Flashdance) – 3:53
14. Kenny Loggins – Footloose (da Footloose) – 3:46
15. James Brown – I Got You (I Feel Good) (da Good Morning Vietnam) – 2:46
16. Phil Collins – Against All Odds (Take a Look at Me Now) (da Due vite in gioco) – 3:25
17. Limahl – The NeverEnding Story (da La storia infinita) – 3:30
18. Philip Oakey & Giorgio Moroder – Together in Electric Dreams (da Electric Dreams) – 3:50
19. Jan Hammer – Crockett's Theme (da Miami Vice) – 3:25
20. Grace Jones – I've Seen That Face Before (Libertango) (da Frantic) – 4:28
21. Righteous Brothers – Unchained Melody (da Ghost) – 3:35